# Les Actes des Apôtres
Pour les articles homonymes, voir Les Actes des Apôtres (homonymie).
Les Actes des Apôtres est un journal pamphlétaire français créé le 2 novembre 1789 à Paris par Jean-Gabriel Peltier.
Voué à la défense de la monarchie et surtout à la satire des hommes et des institutions de la Révolution, ce pamphlet périodique tient une place notable dans l’histoire de la presse contre-révolutionnaire française : il est considéré comme l'un des plus importants journaux royalistes de cette période,,.

## Historique
Sans avoir toute la régularité d’un journal, les Actes des Apôtres étaient publiés à raison d’environ trois numéros par semaine. Ils ne furent pas servis d’abord par abonnement, mais ils devinrent, grâce à leur succès, l’objet d’une telle contrefaçon que l’on dut ouvrir des listes de souscripteurs. D'où la question mise en épigraphe et extraite des Bucoliques de Virgile :
Quid domini facient, audent cum talia fures ? (que peuvent faire les maîtres quand des coquins osent de telles choses ?)
Réponse : une souscription.
Le titre d’Actes des Apôtres a été l’objet d’explications contradictoires : soit les rédacteurs entendaient par « apôtres » les hommes de la Révolution dont ils tournaient les actes en ridicule, soit ils se désignaient eux-mêmes ironiquement sous ce nom en tant qu'« apôtres de la liberté et de la démocratie royale:11 ».

Les rédacteurs s’occupaient moins de propagande que de petite guerre : 

« buveurs, bretteurs, coureurs de ruelles et de tripots, ils possédaient une jolie collection de vices ; Champcenetz à lui seul les réunissait tous. » Les cibles préférées étaient Mirabeau et le duc d’Orléans, les Jacobins appelés « jacobites:55. »

Ces rédacteurs, pour la plupart rémunérés par la liste civile – sauf Suleau dont le désintéressement semble prouvé –, de la monarchie et de l’Église se sont beaucoup inspirés de la manière de Voltaire, l’auteur qu’ils citaient d’ailleurs le plus volontiers. Ils empruntaient même un certain nombre de leurs épigraphes aux ouvrages les plus risqués, aux Contes, à la Pucelle, etc.
Les Actes des Apôtres utilisaient l'arme de la presse politique, dont l'essor était remarquable dans cette période, en employant les méthodes de la parodie et du burlesque,. Ils admettaient toutes les formes de la plaisanterie, l’épigramme, les vers badins, la chanson, le calembour et quelquefois les gauloiseries. Cette publication s’amusait de tout, même des choses les plus sinistres. Ils cherchèrent à étouffer la Terreur naissante sous le ridicule. C’est ainsi qu’ils persiflèrent, en vers et en prose, l’innovation de la guillotine, trouvant que « M. Guillotin tranche un peu dans le vif », et lui prêtant même… une arrière-pensée d’aristocratie : celle d’ennoblir le crime.
Ils jugeaient  « douce et coulante » l’appellation de la « guillotine », mais ils proposaient également de donner à la machine le nom d’un des présidents de l’Assemblée, de Coupé ou de Tuault. L’honneur de la rebaptiser leur paraissait bien convenir encore à Mirabeau : la guillotine devenait ainsi la « Mirabelle ». La prose cédait ensuite la place aux vers :
Guillotin,

Médecin,

Politique,

Imagine un beau matin

Que pendre est inhumain

Et peu patriotique.

Aussitôt

II lui faut

Un supplice.

Qui sans corde ni poteau

Supprime de bourreau

L’office.

C’est en vain que l’on publie

Que c’est pure jalousie

D’un suppôt

Du tripot

D’Hippocrate,

Qui d’occire impunément,

Même exclusivement,

Se flatte.
Les noms des collaborateurs aux Actes des Apôtres ne sont pas tous connus. Quelques rédacteurs sont cependant identifiés : Jean-Gabriel Peltier, Rivarol, Champcenetz, le vicomte de Ségur, Mirabeau-Tonneau, Suleau, Montlosier, Lauraguais, Bergasse, etc. Pour vilipender les patriotes, les rédacteurs de cette feuille tenaient conseil chez la marquise de Chambonas. Ensuite, ils faisaient ordinairement leur journal chez le restaurateur Beauvilliers, ou chez Mafs, au Palais-Royal. Dans ces dîners, dits évangéliques, les « apôtres » écoutaient attentivement les initiés, seuls admis, qui se mettaient à causer entre eux, et transcrivaient la conversation en cours sur un coin de table. Ainsi se trouvait rédigé, mystérieusement, le numéro du journal dont le numéro était alors laissé sur la carte du restaurateur de chez qui il passait aussitôt chez un libraire, du nom de Gathey, dont la boutique avoisinait l’établissement de Beauvilliers,.
Cette publication s'arrêta au mois d’octobre 1791. Elle cessa de paraître, dit-on, sur le vœu formel du roi, non sans inspirer toute une série de petits journaux tels que les Sabats jacobites de Marchant ou la Rocambole des journaux. Pour Alphonse de Lamartine : « Les Actes des Apôtres, espèce de satire Ménipée du temps, étaient la parodie quotidienne de la Révolution, parodie plus propre à irriter sa colère et à la pousser au-delà qu'à la faire rougir de ses égarements. »

## Collection
La collection des Actes des Apôtres comprend 311 numéros, réunis en dix ou onze volumes in-8º, dont chacun est appelé version ; et contient 30 numéros, une introduction et une planche gravée. La onzième et dernière version, volume resté incomplet, ne contient que 11 numéros, et des Petits paquets, formant comme les suppléments du recueil. Il en existe une édition en dix-huit volumes in-12. Des Morceaux choisis des Actes des Apôtres étaient publiés à l’étranger avec des notes explicatives (Londres, 1790, in-12).